# Naturschutzgebiet „Neusibirische Inseln“
Das Naturschutzgebiet „Neusibirische Inseln“ (russisch Государственный природный заказник федерального значения «Новосибирские острова») ist ein staatliches Naturschutzgebiet von föderaler Bedeutung im Bulunski ulus der Republik Sacha (Jakutien) in Russland. Es wurde per Erlass der Föderationsregierung vom 2. März 2018 auf einer Fläche von 65.945 km² gegründet. Vorrangiges Ziel ist der Schutz der einzigartigen Insel- und Meeresökosysteme der russischen Arktis sowie eines Teils der Polynya der Neusibirischen Inseln.

## Beschreibung

### Geographie
Das Naturschutzgebiet liegt im Westen der Ostsibirischen See, eines Randmeers des Arktischen Ozeans. Es besteht aus zwei nicht miteinander verbundenen Gebieten. Das erste umfasst einen Teil der Anjou-Inseln: die Insel Neusibirien, die Faddejewski-Insel, Bungeland und den östlich des 140. Längengrades liegenden Teil der Kotelny-Insel, außerdem die angrenzenden Gewässer. Das zweite Fragment ist ein Meeresgebiet, in dem die De-Long-Inseln liegen. Der Westteil Kotelnys, die Belkowski-Insel und die Ljachow-Inseln, die ebenfalls zum Archipel der Neusibirischen Inseln gehören, sind nicht Teil des Reservats. Insgesamt ist das Naturschutzgebiet 65.9445 km² groß. Davon entfällt eine Fläche von 17.004 km² auf die Inseln, der Rest aufs Meer. Die Inseln im Naturschutzgebiet sind im Allgemeinen sehr flach und kaum über 100 m hoch, nur einige der De-Long-Inseln weisen Hohen von über 300 m auf. Die Gora de Longa auf der Bennett-Insel ist 426 m hoch.

### Klima
Das Naturreservat liegt in der arktischen Klimazone. Der Polartag dauert von Ende April bis Mitte August, die Polarnacht von Anfang November bis Mitte Februar. Die jährliche Durchschnittstemperatur liegt zwischen −14 und −15 °C mit mittleren Monatstemperaturen knapp über dem Gefrierpunkt im Juli und nahe −30 °C im Januar. Der Permafrost reicht an Land bis in Tiefen von 400 bis 600 m. Die Eiskappen der Jeannette-, der Henrietta- und der Bennett-Insel sind 40 bis 180 m dick.
Im Winter herrschen südliche Winde vor und führen kontinentale Luftmassen in das Gebiet. Schneestürme sind häufig. Die meiste Zeit des Jahres gibt es eine geschlossene Wolkendecke. An durchschnittlich 200 Tagen im Jahr zeigt sich die Sonne nicht. Die jährliche Niederschlagsmenge (200 bis 300 mm) ist gering.

### Flora
In den Polarwüsten der De-Long-Inseln gibt es Gemeinschaften aus Gräsern, Halbsräuchern und Moosen. Auf der Bennett-Insel kommen 20 Arten von Gefäßpflanzen und 137 Moosarten vor. Die Anjou-Inseln liegen in der Tundrazone mit verschiedenen Gemeinschaften aus Gras, Moos, Halbsträuchern und Flechten. Die Zahl der Gefäßpflanzenarten beträgt hier um die 70.

### Fauna
Im Naturschutzgebiet gibt es zehn Arten von Säugetieren. Am zahlreichsten sind die Sibirischen Lemminge und Echten Halsbandlemminge. Sie dienen allen Räubern als Nahrung. Die Population der Polarfüchse schwankt stark in Abhängigkeit von der Häufigkeit der Lemminge. Häufig, weil hier nie bejagt, ist der Eisbär. Saisonal ziehen Tausende von Rentieren, gefolgt von Wölfen vom Festland auf die Inseln. Die Gewässer sind bevölkert von Weißwalen, Ringelrobben und Bartrobben. Auf der Wilkizki-Insel gibt es eine Kolonie des Walrosses.
Die Liste der Vögel, die im Reservat anzutreffen sind, beläuft sich auf 89 Arten, von denen 50 bis 55 auf den Inseln brüten. Am zahlreichsten vertreten sind Watvögel (21 Arten) und Gänsevögel (19 Arten) und Sperlingsvögel (18 Arten). Vogelkolonien gibt es auf jeder der De-Long-Inseln. Am stärksten vertreten sind Trottellummen, Gryllteisten, Dreizehenmöwen und Eismöwen. Bereits Anfang März erscheinen die Moorschneehühner auf den Inseln. Ihnen folgen Mitte April die Schneeammern. Gänse kommen Ende Mai im Reservat an. Die letzten Vögel verlassen die Inseln Ende September. Wegen der hier brütenden Ringelgänse und Eiderenten weist BirdLife International die Neusibirischen Inseln als Important Bird Area aus.

## Naturschutz

### Geschichte
Die Neusibirischen Inseln gehörten seit dem 12. August 1996 zum Naturschutzgebiet von regionaler Bedeutung „Lena-Delta“. Bei Expeditionen der Russischen Geographischen Gesellschaft in den Jahren 2011 und 2012 wurde festgestellt, dass der Archipel einzigartige Umweltmerkmale und den höchsten wissenschaftlichen Wert aufweist. Daraufhin wandte sich die Regierung der Republik Sacha an den Minister für natürliche Ressourcen und Ökologie der Russischen Föderation mit dem Vorschlag, auf dem Archipel den Nationalpark „Neusibirische Inseln“ zu schaffen. Per Erlass der Föderationsregierung vom 2. März 2018 wurde das staatliche Naturschutzgebiet von föderaler Bedeutung „Neusibirische Inseln“ schließlich gegründet.

### Aufgaben
Das Ministerium für natürliche Ressourcen und Umwelt der Russischen Föderation nennt für den Umweltschutz im Reservat folgende Aufgaben:
1. Erhaltung der natürlichen Ökosysteme,
2. Erhaltung, Wiederherstellung und Reproduktion der Wildtierbestände, einschließlich seltener und gefährdeter Arten,
3. Erhaltung des Lebensraums und der Wanderrouten der Wildtiere,
4. Umweltmonitoring,
5. wissenschaftliche Forschung,
6. Umwelterziehung und Ökotourismus.